# Pseudhipparion
Pseudhipparion es un género extinto de caballo de la familia Equidae, que vivió en América del Norte durante el Mioceno, hace entre 15,97 y  5,332 millones de años.Se han encontrado fósiles por todo el oeste y sur de Estados Unidos, desde Kansas y Nebraska hasta Florida